# 436 Patricia
436 Patricia eller A898 RC är en asteroid i huvudbältet, som upptäcktes 13 september 1898 av de tyska astronomerna Max Wolf och Friedrich Karl Arnold Schwassmann i Heidelberg. Ursprunget till asteroidens namn är okänt.
Asteroiden har en diameter på ungefär 34 kilometer.